# واردیکو نادیبائیدزه
واردن «واردیکو» نادیبائیدزه (به گرجی: ვარდენ [ვარდიკო] ნადიბაიძე) ، (به روسی: Варден Михайлович Надибаидзе) (زاده ۳۱ مارس ۱۹۳۹) نظامی سابق اهل گرجستان است که از سال ۱۹۹۴ تا ۱۹۹۸ به عنوان وزیر دفاع گرجستان خدمت کرد.